# Chu Chu
「Chu Chu」（チュッチュ）は、moumoonの9枚目のシングル。2011年8月3日にavex traxから発売された。

## 概要
前作「my Secret Santa」から約8ヶ月ぶりのリリースであり、2011年1作目のシングル。また、企画シングルを除くと「moonlight/スカイハイ/YAY」から約9ヶ月ぶりのリリース。
表題曲「Chu Chu」は、資生堂の『マキアージュ エッセンスグラマラスルージュ』のCMソングとして起用された。資生堂のCMソングとして起用されたのは前々作「Sunshine Girl」以来。
全楽曲の作詞はYUKAが、作曲・編曲はK. MASAKIが手掛けている。グループメンバーが楽曲を手掛けているのは1枚目のシングル「Do you remember?」から9作連続。
カップリング曲には、前作「moonlight/スカイハイ/YAY」に収録された「moonlight」の英語バージョン、表題曲「Chu Chu」のCMバージョン、資生堂の『アネッサ2010』のCMソングとして起用された「Sunshine Girl」などを収録したメドレー曲「メドレー（2011 Summer ver.）」が収録されている。また、既存の楽曲の英訳バージョンが収録されるのは5枚目のシングル「On the right」以来。
DVD同梱盤と通常盤の2種リリースである。なお、DVDには表題曲のPV、メイキング映像が収録されている。また、DVD同梱盤、通常盤の初回生産限定分には封入特典が同梱されている。PVではCMで表現されている「ぷるるるん」をゼリーで表現している。PVの内容はYUKAが流れてくる菓子、小物と格闘している手作り感溢れる映像になっている。
発売日にはレコチョクで着うたフルの配信が開始され、ダウンロード者から抽選でカップル限定のスペシャルライブへの招待がされる予定。
本作の発売を記念したイベントが2011年8月27日にアーバンドック ららぽーと豊洲で開催された。なお、イベントへの参加資格は初回生産限定分の封入特典のイベント共通参加券を所持者を対象にしている。

### 主な記録
2011年8月15日付のオリコン週間シングルチャートで11位を獲得。初動売上は1.0万枚を記録し、前作「my Secret Santa」から約0.6万枚増加した。デイリーチャートでは8月2日から8月5日付のチャートではTOP10入りを果たしていなかったが、8月6日のチャートで7位を獲得し本作のデイリー最高位を更新した。2011年8月度のオリコン月間シングルチャートでは33位を獲得。月間売上枚数は1.5万枚を記録。
2011年8月15日付のBillboard Japan Hot 100で2位、Billboard Hot Singles Salesで16位、Hot Top Airplayで首位を獲得した。
表題曲「Chu Chu」の着うたが、2011年8月2日付のレコチョク週間着うたランキングで5位、2011年8月13日放送分のCOUNT DOWN TVでは12位、Appleが主催する「iTunes Rewind 2011 トップソング 100」で50位を獲得した。

## 批評
hot expressの平賀哲雄は、「シンプルで爽快なメロディで、愛に溢れた女性が世界中にキスするようなハッピーな曲で、何回聴いても心を躍らせてくれる曲である。」と批評した。
listen japanは、「ポップでキュートな曲調で詞の殆どが英語であり、曲の本質が英詞部分にあり、女の子が言葉や態度に出さない本当の気持ちを描いている。」と評した。
CDジャーナルは、「グルービーなメロディに、キスを題材にしたストーリーが展開されている詞が魅力的である。」と評した。

## 収録曲
（全作詞：YUKA、作曲・編曲：K. MASAKI）
1. Chu Chu [3:32]
  - 資生堂『マキアージュ エッセンスグラマラスルージュ』CMソング

うきうきと自然と踊りだしたくなるような高揚感溢れる曲になり[10]、わくわくする気持ち、頭の中がすっきりする感覚を意識して製作したという[11]。また、楽曲テーマは「キス」であり[8]、製作はコンサートツアー『FULLMOON LIVE TOUR 2011「15 Doors 〜どこまででもドアー〜」』を行っていた4月に開始されたという[12]。PVではYUKAが色々ベルトコンベアに登場する食べ物をキスするコミカルなものに仕立てられている。
MASAKIは「夢中で聴いてもらう曲」をテーマにして、アップテンポの曲を目指した結果、夏にぴったりの曲になったと語っている[12]。YUKAは「笑顔になれて、自然と身体が踊り出す曲」をテーマにした結果、メリハリのあるサウンドにボーカルが転がる遊び心溢れる曲になり、「世界中にキスをしたくなるような楽しい気持ちになれる曲になった。」と語っている[12]。
2. moonlight（english ver.） [3:47]
MASAKIは英詞にすると原曲と違ったボーカルが響く曲になったと語っている[13]。YUKAは新たにレコーディングをした結果、流れる様な心地いい音になり「夜にぴったりの曲」になったと語っている[13]。
3. メドレー（2011 Summer ver.） [10:03]
4. Chu Chu（CM ver.） [0:42]
表題曲のCMバージョンであり、オリジナル曲と歌詞の一部が異なっている[14]。
5. Chu Chu（instrumental）

DVD（DVD同梱盤のみ）
1. Chu Chu（music clip）
2. Chu Chu（making clip）

## 収録アルバム
| 楽曲    | 発売日       | タイトル      | 備考                    |
| ------- | ------------ | ------------- | ----------------------- |
| Chu Chu | 2012年2月8日 | No Night Land | 3rdオリジナルアルバム。 |